# Амбер (острів)
Амбе́р — невеликий піщаний острів в Червоному морі в архіпелазі Дахлак, належить Еритреї, адміністративно відноситься до району Дахлак регіону Семіен-Кей-Бахрі.

## Географія
Розташований на пів дорозі між островами Укале на сході та Ісра-Ту на заході. Має овальну форму довжиною 320 м та шириною 180 м. На відміну від інших островів архіпелагу, Амбер звільнений від коралових рифів.